# Krückau
Die Krückau ist ein Fluss in Schleswig-Holstein, der in die Elbe mündet. Vom Fließgewässertyp her handelt es sich um ein Marschengewässer (Typ 22).

## Verlauf

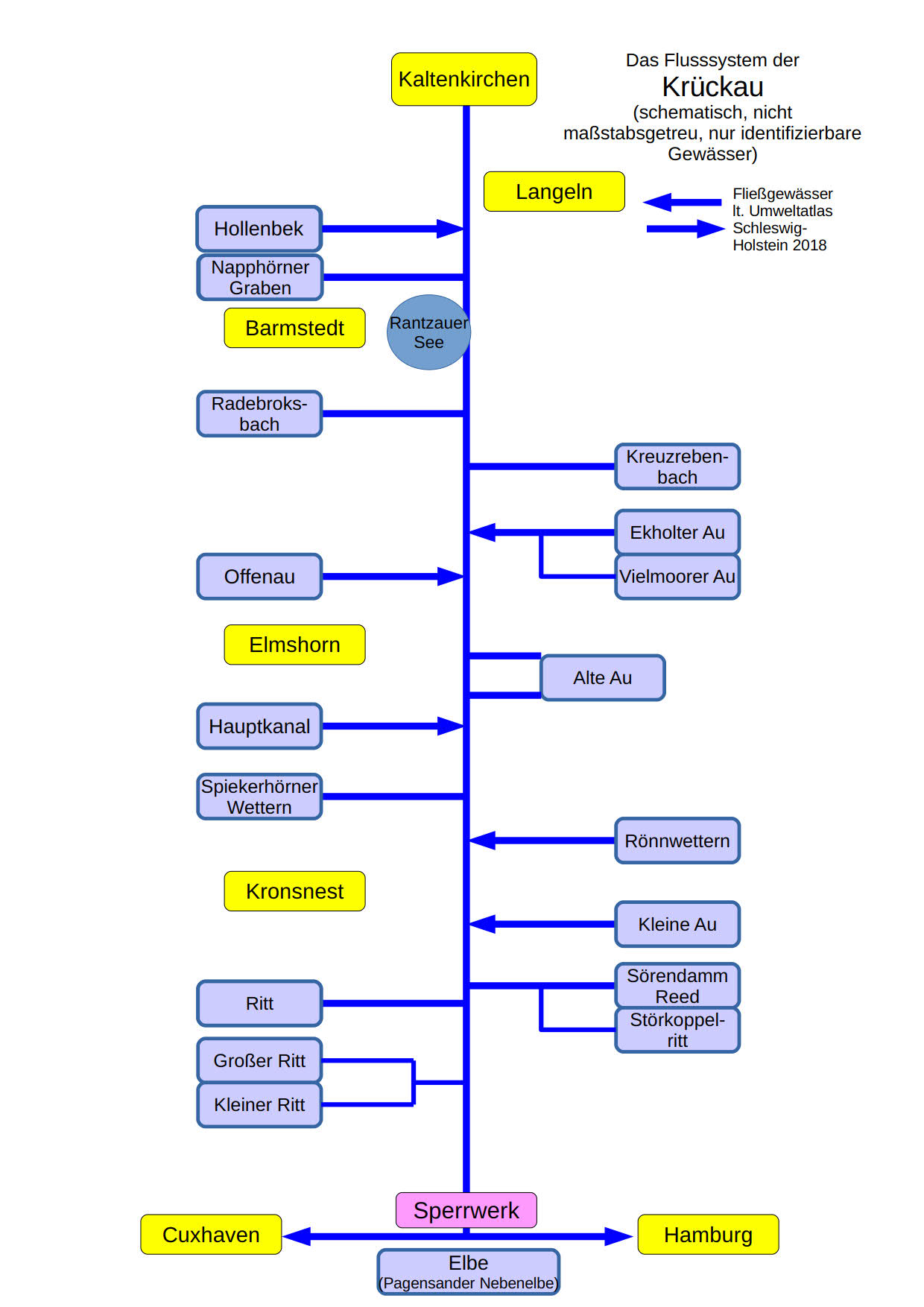
Das Flusssystem der Krückau (schematisch)

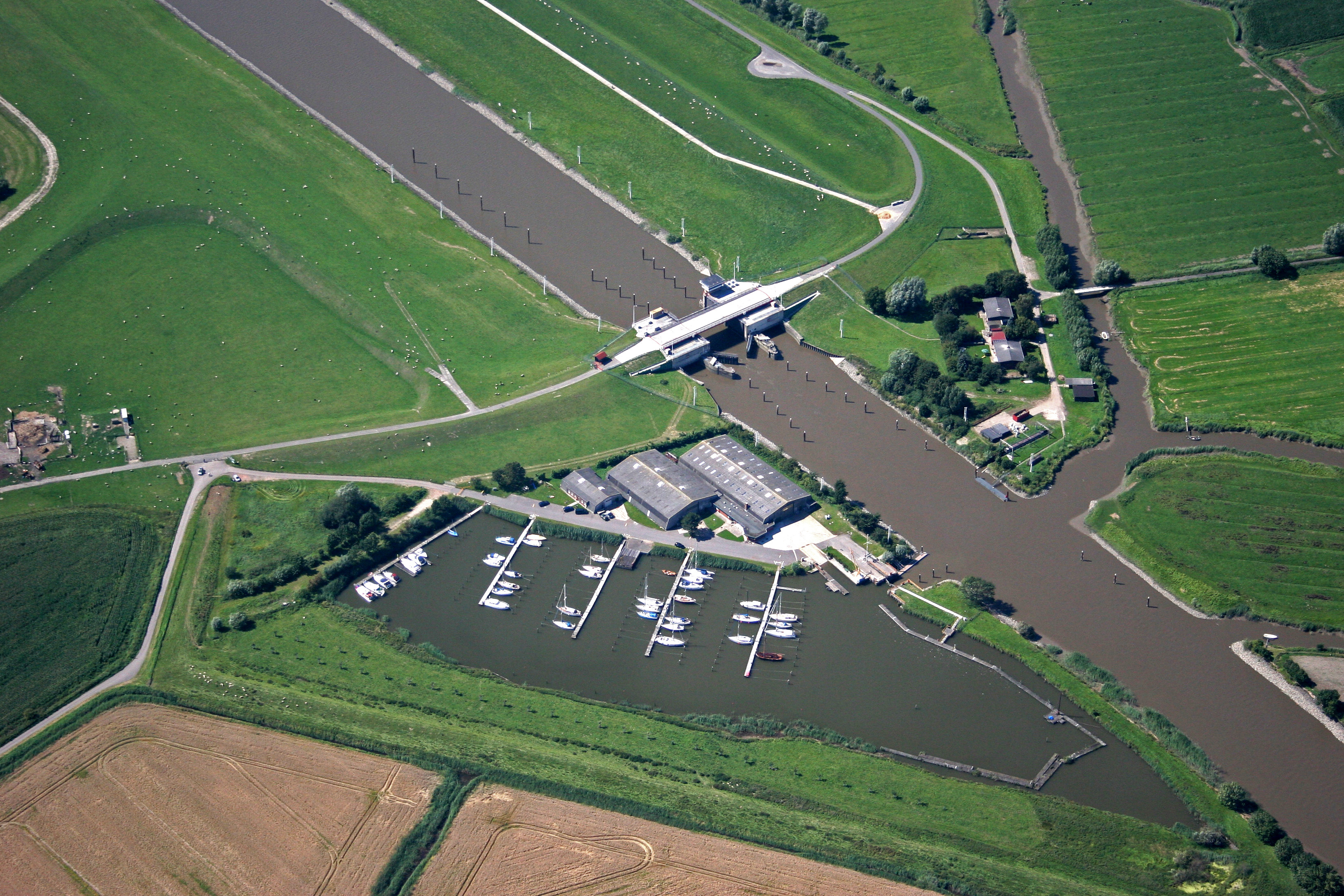
Das Krückausperrwerk mit Sportboothafen nahe der Krückaumündung in die Elbe

Sie entsteht im Süden von Kaltenkirchen südlich des Gewerbegebietes Carl-Benz-Straße aus dem Zusammenlauf von Entwässerungsgräben und Regenrückhaltebecken. Vor 1878 lag der Ursprung der Krückau im Bereich des heutigen Gewerbegebiet Süd von Kaltenkirchen, östlich der Hamburger Straße, was jedoch durch die Bebauung versiegelt wurde.
Auf ihrem Weg zur Mündung fließt die Krückau durch die beiden Städte Barmstedt, wo sie die Schlossinsel und den Rantzauer See passiert, und Elmshorn. Dabei wird sie noch von anderen kleinen Bächen, u. a. der Offenau gespeist. In Barmstedt streift sie den vorerwähnten See und durchfließt eine künstlich angelegte Fischtreppe. An der Mündung in Seestermühe existiert ein Sperrwerk, welches bei Sturmflutgefahr geschlossen wird und Elmshorn und die Marschgemeinden schützt.
Die Krückau ist etwa 40 km lang.

## Bundeswasserstraße – Schiffbarkeit – Gezeiten
Die Krückau (Kr) ist ab dem Elmshorner Hafen bis zur Mündung in die Elbe Bundeswasserstraße im Zuständigkeitsbereich des Wasserstraßen- und Schifffahrtsamt Elbe-Nordsee – von der bei km 0,015 liegenden Straßenbrücke (Wedenkamp) in Elmshorn bis zur Mündung in die Pagensander Nebenelbe mit km 11,319, bei Elbe-km 663,46. Die Krückau zählt zu den Binnenwasserstraßen, auf denen die Seeschifffahrtsstraßen-Ordnung gilt.
Wegen der starken Verschlickung ist der Fluss oft nur noch für kleine Freizeitboote befahrbar. Er ist auf dieser Strecke auch eingedeicht, was bis zum Sperrwerksbau 1969 dazu führte, dass bei Sturmflut die Wassermassen von der Elbe aus regelrecht in die Elmshorner Innenstadt geleitet wurden und dort zu Überschwemmungen, meist um ein Meter Höhe, führten. Sturmflutmarken, kleine Metallschilder mit Datum und Markierung des Wasserstands, sind noch heute an vielen älteren Häusern zu finden. Der Wasserstand der Krückau ist bis Elmshorn gezeitenabhängig, da die vom Tidehub beeinflusste Mündungsstrecke der Elbe das Wasser in die Flussmündungen drückt.
Ausbaumaßnahmen unterhalb von Elmshorn wurden von 1873 bis um 1900 ausgeführt. Weitere folgten 1927–1934 mit Kurvenabflachungen und Ufersicherungen. Zur Verbesserung der Mündungsstrecke wurden 1937 der 280 Meter lange nördliche und 1952 der 200 Meter lange südliche Leitdamm gebaut.
Das 1969 errichtete Sturmflutsperrwerk hat eine 20 Meter breite Schifffahrtsöffnung mit Stemmtoren, die beiden seitlichen je 12 Meter breiten Öffnungen haben Hubschütze als Verschlussorgan.

## Geschichte
Nachweisbar sind für den Fluss die Namen Ciestere (1141), Zeistere (1144), Ciestre (1223), Ksestera (nach 1223), später Xesterowe und Zesterowe, was übersetzt „Seester Aue“ bedeutet. Entsprechend weisen die umliegenden Ortsnamen auf den Fluss hin: Seester als diejenige Gemeinde, welche an der Seester Aue liegt, Seestermühe als Ort an der Mündung der Seester Aue (Mühe abgeleitet von Muthe = „Mündung“). Der Name Kröecke bzw. Kruck für das umgebende Land ist nachweisbar seit 1373. Der durchfließende Wasserlauf wurde demgemäß Krocker Aue genannt. Der Name Kröeckau und schließlich Krückau setzt sich erst im 19. Jahrhundert durch. Im Jahr 1657, während des Ersten Nordischen Krieges (1655 bis 1660) wurde die Krückau bei Elmshorn Schauplatz einer Schlacht zwischen Dänen und Schweden, als dänische Truppen den hier gelegenen Krückauübergang und die Festungsanlage Kruckschanze verteidigten.
Nach einer Urkunde von 1764 wurde an den Ufern der Krückau Schiffbau betrieben. Elmshorn besitzt durch die Krückau einen Hafen, von dem aus im Jahre 1817 mit dem Schiff Flora die „Grönlandfahrt“ bzw. Walfang betrieben wurde. Der Name des Schiffes ist heute noch in Elmshorn vielfach präsent, das Schiff schmückt das Stadtwappen.
In dieser Zeit wurde auch eine Tranbrennerei „auf der Kruck“ gebaut, die bis 1872 betrieben wurde.

## Krückauhafen Elmshorn
Vom Hafen aus fuhren später Ausflugsdampfer, und bis 2002 wurde Getreide für die zwei dort ansässigen Getreidewerke angeliefert. Heute befahren lediglich Freizeit-Kapitäne, Wassersportler und in der warmen Jahreszeit das Traditionsschiff Ewer Gloria die Krückau. Durch die geringe Nutzung sowie die bei geschlossenem Sperrwerk zum Stillstand kommende Strömung und das fehlende Ausspülen nach Sturmfluten verschlickt der Fluss in sehr kurzer Zeit sehr stark.

Krückau in Elmshorn – Oberlauf
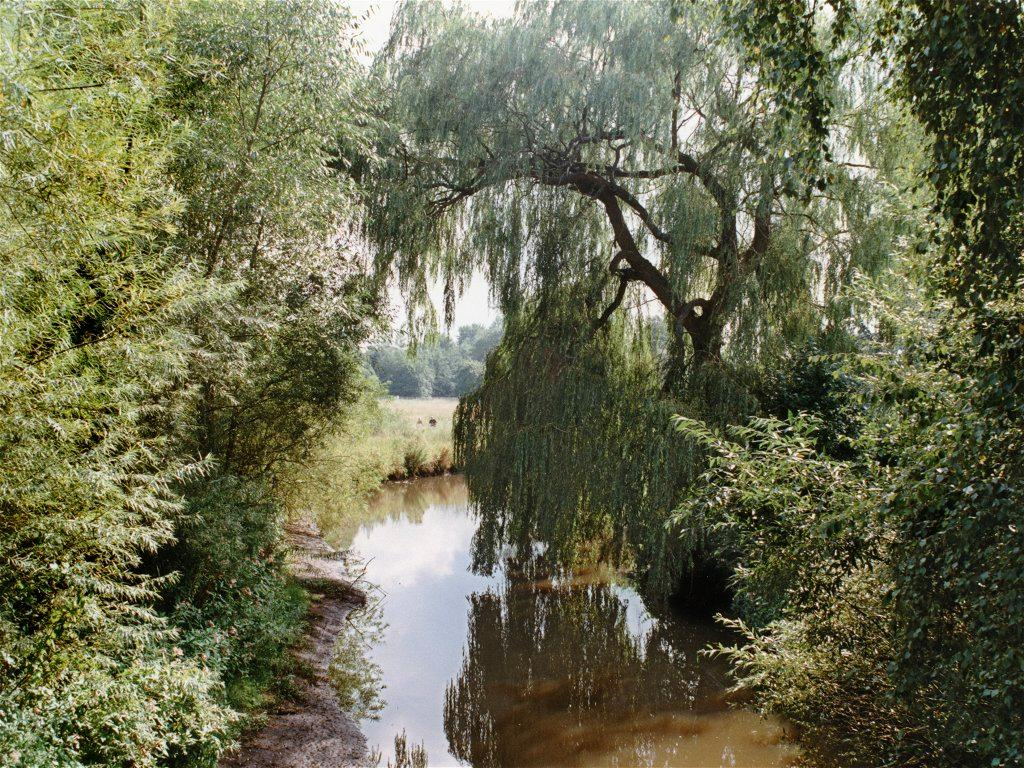
Der Oberlauf im Krückaupark
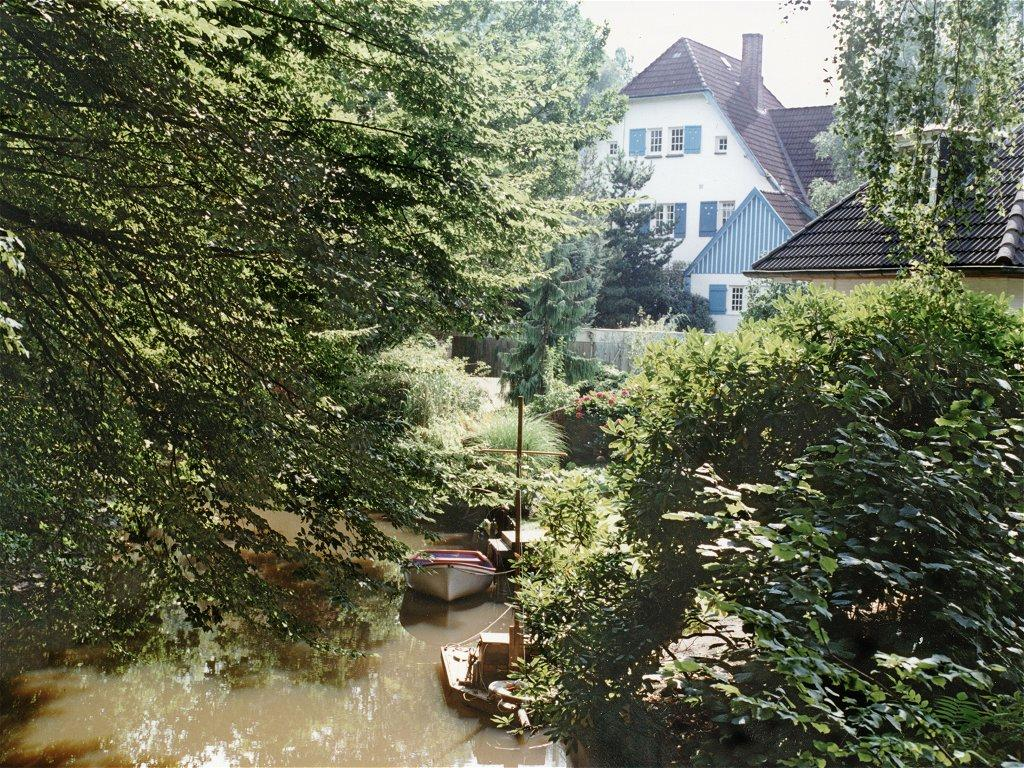
Im Wohngebiet Kaltenweide ist der Fluss noch tideabhängig.
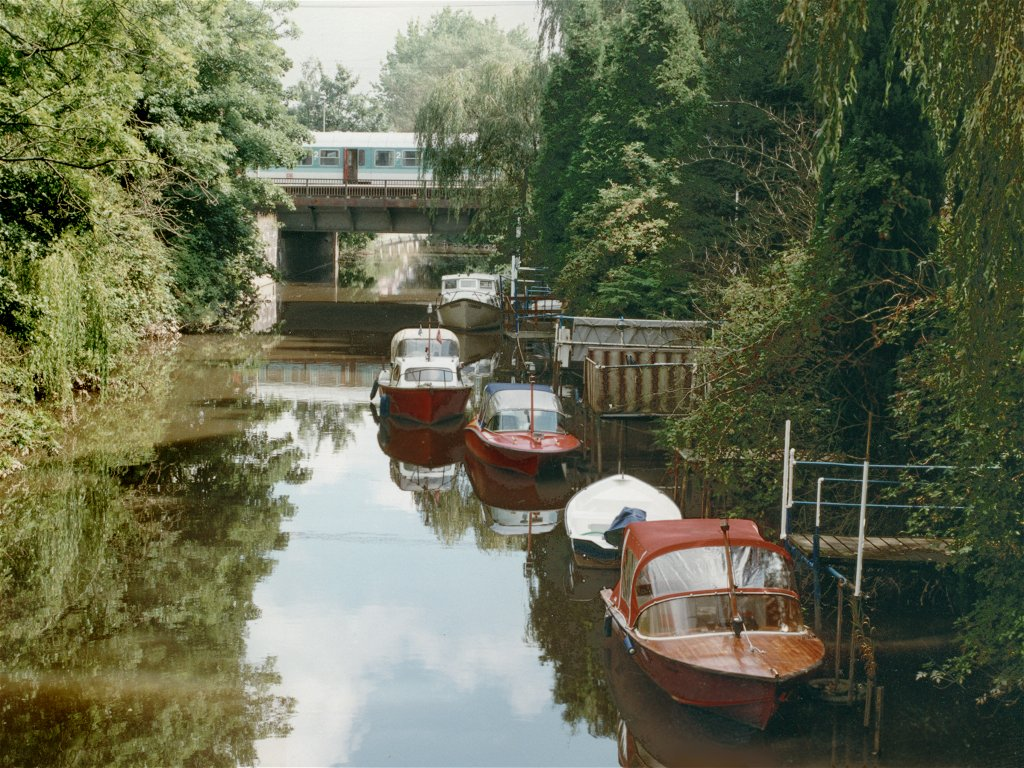
Die Bahnlinie Hamburg-Kiel/Westerland überquert die Krückau.

Krückau in Elmshorn – Hafen
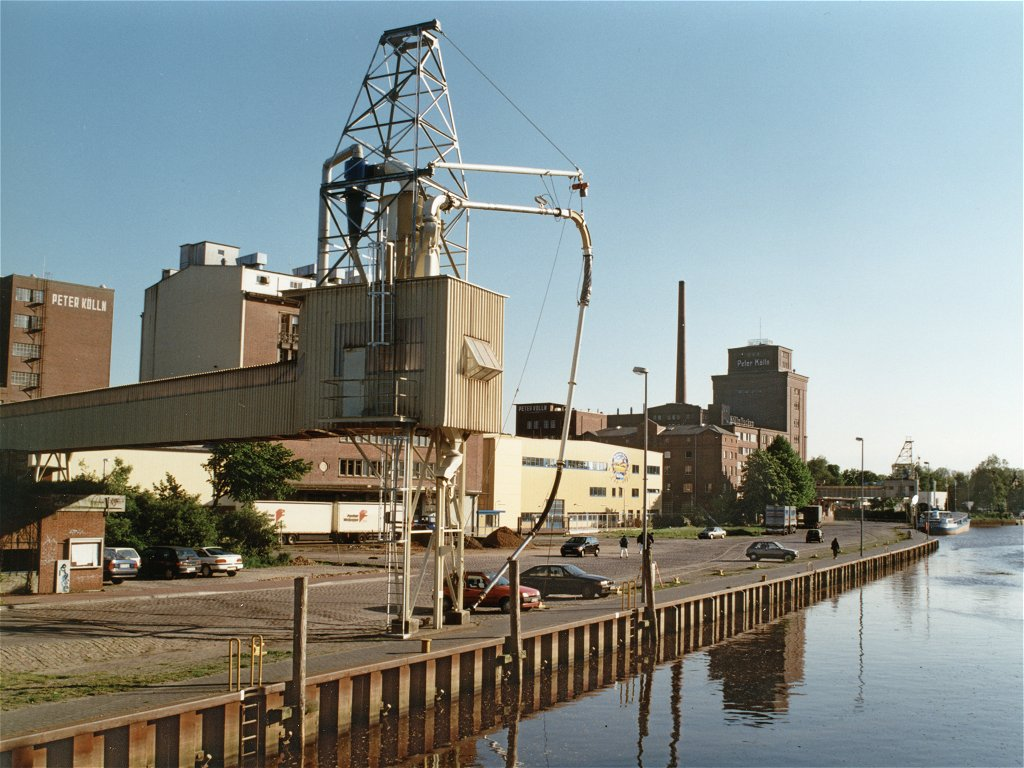
Hafen, Südufer mit den Kölln-Werken im Jahr 1999
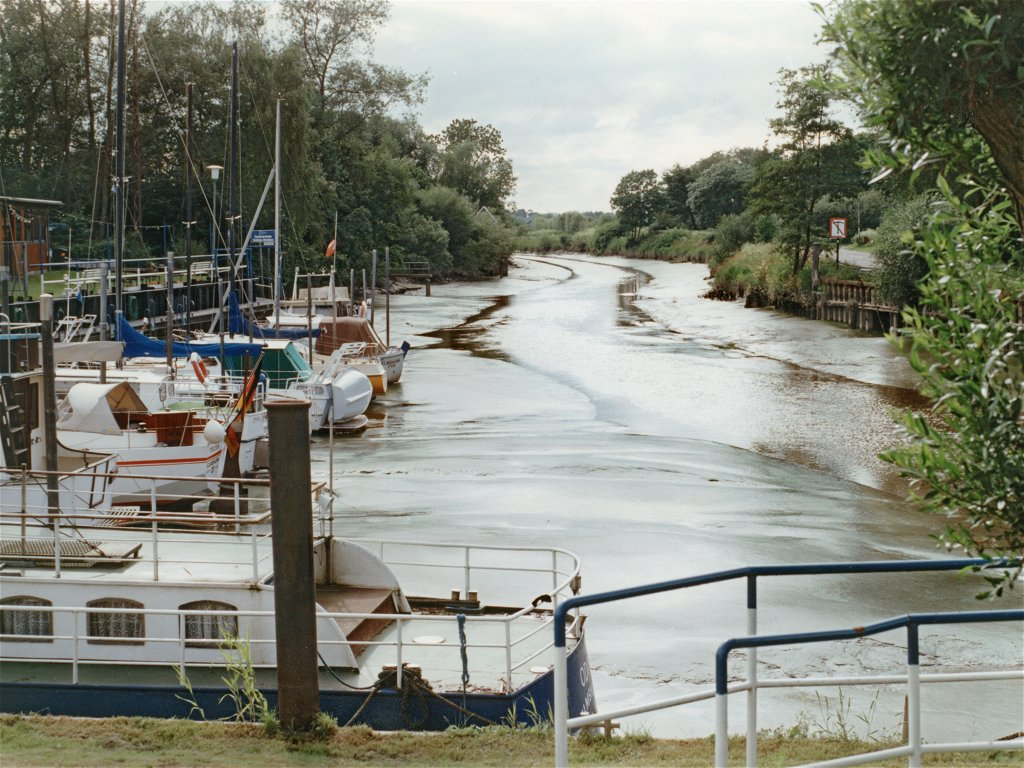
Der Unterlauf bei Niedrigwasser
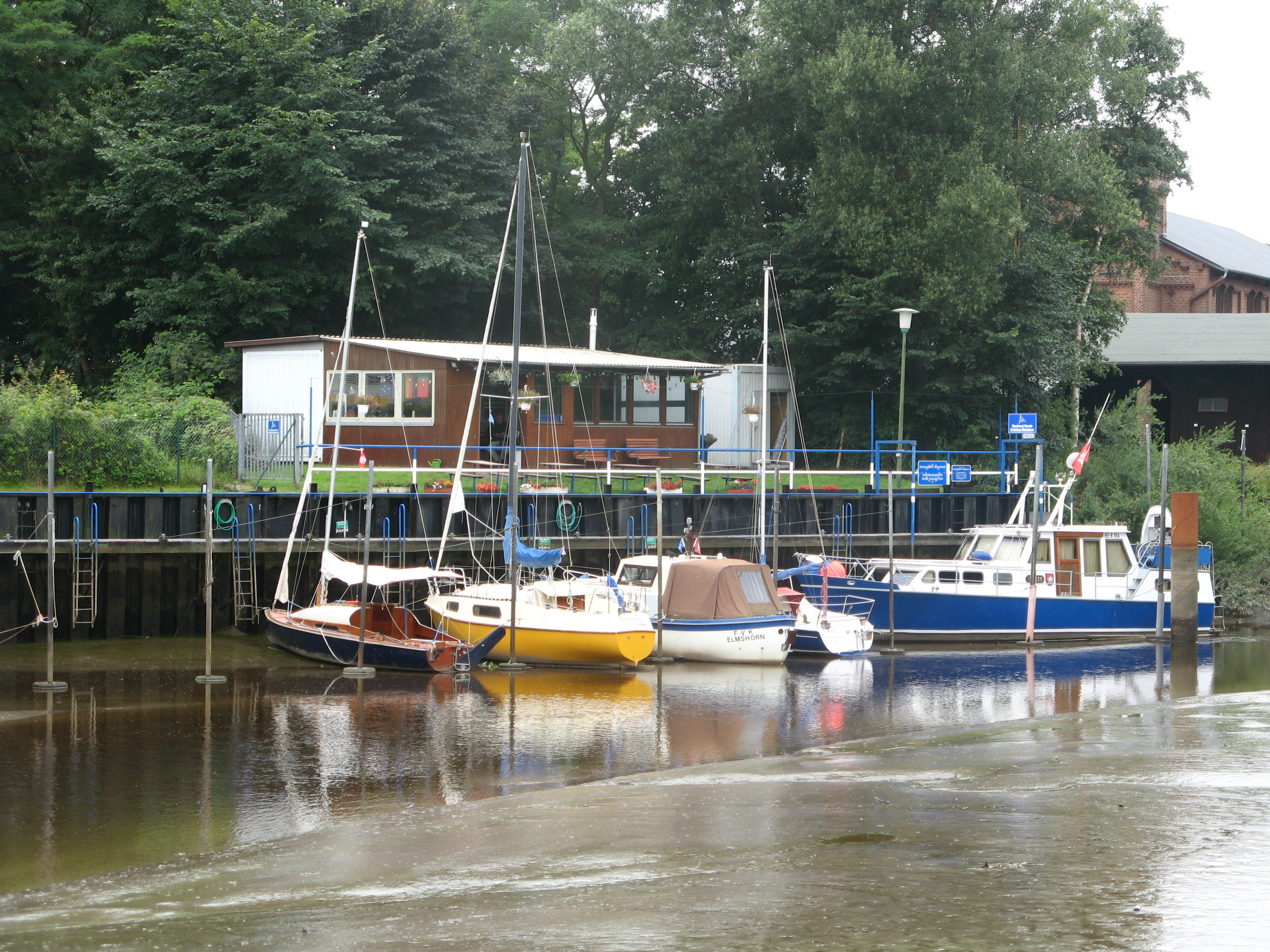
Sportboote im Hafen
Öffnungszeiten des Sperrwerks an der Elbmündung

## Fähre Kronsnest

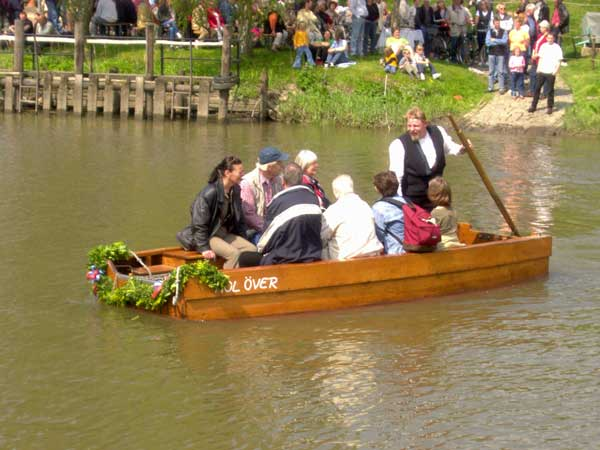
Fähre Kronsnest

Zwischen den Gemeinden Seester (Kreis Pinneberg) und Neuendorf (Kreis Steinburg) verkehrt in den Sommermonaten vom 1. Mai bis zum 3. Oktober die „Fähre Kronsnest“, eine traditionelle Fährverbindung, bei welcher ein kleines Holzboot mittels Wriggen per Hand über die bei Flut an dieser Stelle 40 Meter (bei Ebbe ca. 16 Meter) breite Krückau gesteuert wird. Früher eine wichtige Verbindung im Alltag zwischen den Gemeinden, wird sie heute meist von Touristen und Ausflüglern genutzt – im September 2006 konnte der 100.000 Fahrgast seit der Wiedereröffnung im Jahre 1993 begrüßt werden. Sie ist nach eigenen Angaben die kleinste Fähre Deutschlands und einzige handbetriebene Fähre in Schleswig-Holstein.

## Wasserqualität, Fischvorkommen, Eisvogel
Die Krückau zählte bis in die 1970er Jahre zu den verschmutztesten Flüssen Deutschlands. Hauptverursacher war die in der Elmshorner Innenstadt ansässige Industrie. Ein Elmshorner beschreibt die Situation in den 1930er Jahren wie folgt: „Mit Blick zum Bahnhof flossen links Abwässer aus Färbereien in allen Farben in die Au, rechts war der Auslass des Rohres von Fleischfabriken sehr oft blutrot. Flussabwärts [...] waren die Auslässe von Gerbereien und Hefefabriken. Es war kein Wunder, dass es bei bestimmten Wetterlagen in Elmshorn fürchterlich stank.“
Die Situation besserte sich dank eines 1973 eröffneten Großklärwerks in Hetlingen an der Elbe, in dem auch andere Gemeinden der Kreise Pinneberg und Segeberg ihre Abwässer klären lassen.
Trotz des trüben Wassers kommen neben karpfenartigen Fischen und Aalen auch Bachforellen und zum Laichen sogar die Meerforellen vor. Außerdem leben mehrere Populationen des seltenen Eisvogels an der Krückau.